# Tabanus nigrimaculatus
Tabanus nigrimaculatus är en tvåvingeart som beskrevs av Xu 1981. Tabanus nigrimaculatus ingår i släktet Tabanus och familjen bromsar. Inga underarter finns listade i Catalogue of Life.